# Srednjoafričko-sudanska granica
Granica Srednjoafričke Republike i Sudana duga je 174 km, a prolazi od trotmeđe Srednjoafričke Republike i Sudana s Čadom na sjeveru do njihove tromeđe s Južnim Sudanom na jugu.

## Opis
Granica počinje na sjeveru na tromeđi s Čadom i nastavlja kopnom u smjeru jugoistoka, skrećući prema jugu u blizini regije Kafia Kingi, regije koja je sporna sa Južnim Sudanom, ali koja je trenutno pod sudanskom upravom. Granica se tada sastoji od niza nepravilnih linija preko brdovitog terena, oštro skrećući prema istoku, a zatim nastavljajući do sadašnje de facto južnosudanske tromeđe. Granica otprilike slijedi razvodnicu između Nila i Konga.

## Povijest
Granica se prvi put pojavila tijekom utrke za Afriku, razdoblja intenzivnog natjecanja između europskih sila krajem 19. stoljeća za teritorij i utjecaj u Africi. Proces je kulminirao na Berlinskoj konferenciji 1884., na kojoj su se dotične europske nacije složile oko svojih teritorijalnih zahtjeva i budućih pravila angažmana. Kao rezultat ovoga Francuska je stekla kontrolu nad gornjom dolinom rijeke Niger (otprilike ekvivalentno područjima modernog Malija i Nigera), kao i zemlje koje je istraživao Pierre Savorgnan de Brazza za Francusku u središnjoj Africi (otprilike ekvivalentno modernom Gabonu i Kongu-Brazzavilleu). Iz tih baza Francuzi su istraživali dalje u unutrašnjost, na kraju povezujući dva područja nakon ekspedicija u travnju 1900. koje su se susrele u Koussériju na krajnjem sjeveru današnjeg Kameruna. Tim novoosvojenim regijama isprva se upravljalo kao vojnim teritorijima, a ta dva područja kasnije su organizirana u federalne kolonije Francuske Zapadne Afrike (Afrique occidentale française, skraćeno AOF) i Francuske Ekvatorijalne Afrike (Afrique équatoriale française, AEF).
U periodu 1898.-99. Britanija i Francuska su se dogovorile o međusobnim sferama utjecaja u sjevernoj trećini Afrike, a dvije su nacije razgraničile granicu između AEF-a i anglo-egipatskog Sudana (tj. današnje granice Čad-Sudan, SAR-Sudan i SAR-Južni Sudan). Nakon toga uslijedilo je razgraničenje na terenu od strane anglo-francuske komisije 1921.–23., a konačna granica ratificirana je 21. siječnja 1924.
Dana 1. siječnja 1956. Anglo-egipatski Sudan proglasio je neovisnost kao Republika Sudan; Srednjoafrička Republika uslijedila je kasnije 13. kolovoza 1960. i granica je tada postala međunarodna granica između dviju neovisnih država. Nakon referenduma, 9. srpnja 2011. Južni Sudan proglasio je neovisnost od Sudana, čime je granica SAR i Sudana značajno skraćena na sadašnju duljinu.

## Naselja uz granicu

### SAR
- Am Dafok

### Sudan
- Abu Jaradil
- Um Dafuq
- Umm Rawq